# Elvira Dolinar
Elvira Dolinar, slovenska učiteljica, pisateljica publicistka in feministka, * 22. januar 1870, Krško, † 18. april 1961, Bled.

## Življenjepis
Elvira se je rodila nemško-avstrijskemu očetu, geometru Theodorju Sittigu in materi Thekli Lange, ki je bila nemško-italijanskega rodu. Družina je do Elvirinega sedmega leta živela v Sevnici, kasneje pa v Radovljici. Zaradi očetovega poklica se je družina čez poletja večkrat selila. Tako so živeli še v Kranjski Gori, Koroški Beli, Vrhniki, na Bledu in drugod. Zaradi pogostih selitev sta jo ob koncu osnovne šole šolala starša, nato pa je leta 1884 odšla na šolanje v privatno dekliško šolo Irme Huth v Ljubljano. Šolo je obiskovala eno leto, tam pa je pogosto prihajala v narodnostne spore z nemškimi učenkami. Elvira se namreč kljub nemškim koreninam ni počutila kot Nemka. Med letoma 1885 in 1889 je nato obiskovala žensko učiteljišče v Ljubljani. Po maturi je dobila službo učiteljice v Poljanah pri Škofji Loki, tri mesece kasneje pa je odšla učit v Veliko Dolino na Dolenjsko, kjer je spoznala svojega moža, trgovca Dolinarja. Kmalu je pustila službo učiteljice ter začela delati kot trgovka. Pred prvo svetovno vojno so zaradi dolgov Dolinarjevi izgubili premoženje in se preselili v Ljubljano, kjer je Elvira dobila delo v nekem foto studiu. Po vojni je Elvirina sestra odkupila njihovo staro hišo v Veliki Dolini in jim tako omogočila, da so spet odprli trgovino in se postavili na noge. Elvira se je spet zaposlila kot učiteljica, delo pa je opravljala do upokojitve leta 1940. Ob izbruhu druge svetovne vojne so se Dolinarjevi pred grožnjo izselitve v Nemčijo preselili k snahi na Hrvaško, kjer so preživeli vojno. Zadnja leta življenja je preživela pri sinu na Bledu.
Elvira Dolinar je bila članica Splošnega slovenskega ženskega društva od leta 1926 do druge svetovne vojne.

### Pisateljsko delo
S pisateljevanjem se je Elvira začela ukvarjati že zelo zgodaj, vendar pa njeno pisanje ni naletelo na dober odziv. Objavljati je začela med obema vojnama, ko je začela pisati biografije različnih pisateljic. Pogosto je objavljala članke pod psevdonimom Danica, ki si ga je nadela po umrli hčerki. Skozi članke, ki so bili objavljeni v različnih slovenskih revijah je jasno izražala svoje feministične politične nazore, pri čemer jo je podpiral tudi mož, ki je bil izrazito liberalno usmerjen človek. Zagovarjala je enakopravnost med spoloma in dejavno vključevanje žensk v feministična društva, pri čemer jo je podpirala tudi Zofka Kveder, ki je njene članke objavljala v češki reviji Domači prijatelj, katere urednica je bila.